# 短叶苏木酚酸乙酯
短叶苏木酚酸乙酯是一种有机化合物，化学式C15H12O8，可见于石榴、飞扬草、叶下珠、蓖麻等物种。它可以使用高效液相色谱（C18色谱柱）以甲醇:水（40:60至80:20梯度）为洗脱剂与其它天然产物分离。